# Kai Malachi
Kai Malachi (hebräisch קאי מלאכי; * 7. Dezember 1992) ist ein israelischer Eishockeyspieler, der seit 2013 bei Maccabi Metulla in der israelischen Eishockeyliga unter Vertrag steht.

## Karriere
Seine ersten Erfahrungen im Meisterschaftsbetrieb der israelischen Eishockeyliga sammelte der Verteidiger in der Saison 2007/08 im Trikot des HC Metulla. In der Spielzeit 2010/11 errang Malachi mit dem HC Metulla den zweiten israelischen Meistertitel der Vereinsgeschichte. 2013 wechselte er zum Lokalrivalen Maccabi Metulla.

### International
Für Israel nahm Malachi auf Juniorenebene an der U18-Junioren-Weltmeisterschaft 2008 der Division II und der U18-Junioren-Weltmeisterschaft 2010 der Division III teil. Für die Seniorenauswahl wurde er erstmals für die Weltmeisterschaft 2010 der Division II in den israelischen Kader berufen, bei der Malachi mit seinem Heimatland in die Division III abstieg. Ein Jahr später gelang der direkte Wiederaufstieg. Daraufhin spielte er 2012 und 2019 erneut in der Division II.

## Erfolge und Auszeichnungen
- 2011 Israelischer Meister mit dem HC Metulla
- 2011 Aufstieg in die Division II bei der Weltmeisterschaft der Division III
- 2019 Aufstieg in die Division II, Gruppe A bei der Weltmeisterschaft der Division II, Gruppe B